# تيريل ديفيس
تيريل ديفيس (بالإنجليزية: Terrell Davis)‏ هو لاعب كرة قدم أمريكية أمريكي، ولد في 28 أكتوبر 1972 في سان دييغو في الولايات المتحدة.

## وصلات خارجية
- الموقع الرسمي
- تيريل ديفيس على موقع إي إس بي إن.كوم (أن.أف.أل)3
- تيريل ديفيس على موقع مرجع كرة القدم المحترفة.كوم (الإنجليزية)
- تيريل ديفيس على موقع إن إن دي بي (الإنجليزية)